# Samaire Armstrong
Samaire Rhys Armstrong (31 d'octubre de 1980, Tòquio (Japó)) és una actriu de televisió estatunidenca, coneguda pels seus papers d'Emily a Entourage, d'Anna Stern a The O.C. i Juliet Darling a la sèrie Dirty Sexy Money. També ha aparegut a la pel·lícula Just My Luck juntament amb Lindsay Lohan i és la protagonista femenina del videoclip del senzill Bad Day del cantant canadenc Daniel Powter.
Armstrong va néixer al Japó i va viure-hi allà diversos anys abans de traslladar-se a Miami i posteriorment a Sedona (Arizona). Assistí a la Universitat d'Arizona, però se'n retirà abans d'acabar els seus estudis. També ha aparegut a The Parent Trap amb Lindsay Lohan.